# Pilot Frixion

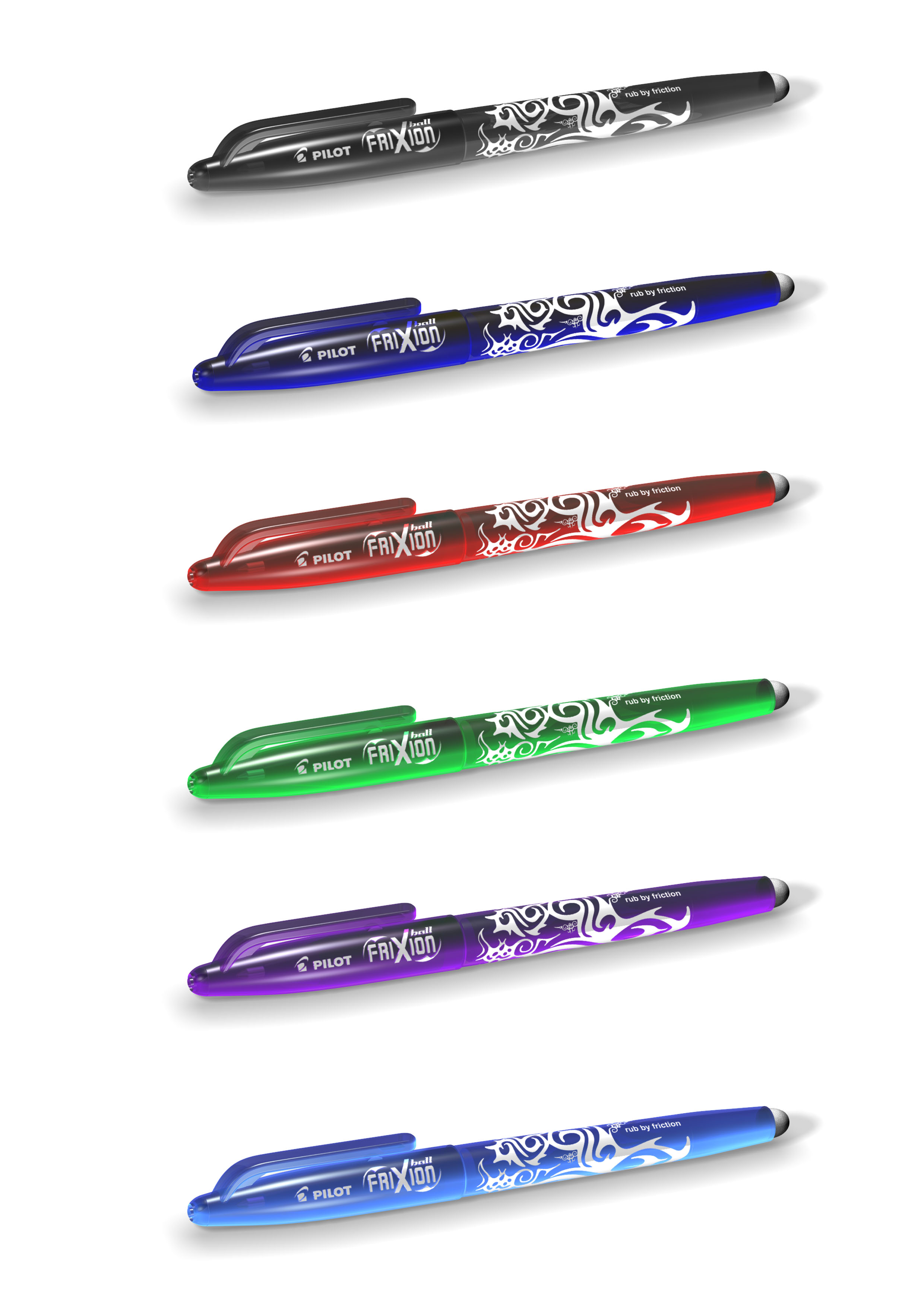
Pilot Frixion ball

魔擦鋼珠筆（Pilot Frixion，香港銷售時稱之為擦擦隱形筆）是由百樂（Pilot）所生產的中性筆。其特點為用其所寫的字跡能透過筆桿末端的膠粒擦拭。
魔擦鋼珠筆能透過筆桿末端的膠粒擦拭，是由於魔擦鋼珠筆的墨水採用Metamocolor技術，會在65°C或以上發生物理變化，變成透明，而以膠粒擦拭是利用摩擦生熱來令紙張加熱至65°C以上。另外，魔擦鋼珠筆的墨水會於零下10°C或以下重現。
由於魔擦鋼珠筆所寫的字能擦拭的關係，又怕有人拿來犯罪，因此筆上寫著「用途不適用於考試及簽署任何文件」的警告字句。

## 類似產品
- 比百美擦得甩原子筆：可擦拭鋼珠筆的始祖，但運作原理並不相同。
- Uni Signo Erasable：雖然同為可擦拭的中性筆，但運作原理並不相同。

## 引用來源
1. ↑  McVean, Ada. . 麥基爾大學 Office for Science and Society. 2022-11-04  [2023-05-21]. （原始内容存档于2023-05-21）.
2. ↑  .   [2014-07-20]. （原始内容存档于2014-07-28）.

## 外部連結
- 百樂金筆(香港)有限公司——產品簡介（擦擦隱形筆）
- Pilot World——商品情報（鋼珠筆）
- 癮科技——筆科技：Pilot Frixion 百樂魔擦鋼珠筆（页面存档备份，存于）
- 百乐贸易(深圳)有限公司——关于可擦笔 (百乐摩磨擦)